# Небойша Груич
Небойша Груич  (на сръбски: Небојша Грујић; роден на 21 март 1991 в Шабац) е сръбски кануист. Носител на златен медал от Европейски игри (2015), шампион на Световно първенство (2014) и вицешампион на Европейско първенство (2015).